# Heliura thysbodes
Heliura thysbodes är en fjärilsart som beskrevs av Paul Dognin 1914. Heliura thysbodes ingår i släktet Heliura och familjen björnspinnare. Inga underarter finns listade i Catalogue of Life.